# Gare de Trois-Puits
La gare de Trois-Puits était une gare ferroviaire française de la ligne d'Épernay à Reims, située sur le territoire de la commune de Trois-Puits, dans le département de la Marne en région Grand Est. 
C'est une halte ferroviaire de la Société nationale des chemins de fer français (SNCF).

## Situation ferroviaire
Établie à 118 m d'altitude, la gare de Trois-Puits est située au point kilométrique (PK) 165,281 de la ligne d'Épernay à Reims, entre les gares de Montbré et Reims-Maison-Blanche. 

## Fréquentation
Selon les estimations de la SNCF, la fréquentation annuelle de la gare figure dans le tableau ci-dessous
.
|                     | 2019 | 2018 | 2017 | 2016 | 2015 |
| ------------------- | ---- | ---- | ---- | ---- | ---- |
| Nombre de voyageurs | 283  | 60   | 146  | 12   | 377  |

## Service des voyageurs

### Accueil
Halte SNCF, c'est un point d'arrêt non géré (PANG) à entrée libre.

### Desserte
Trois-Puits était desservie par des trains TER Grand Est qui effectuent des missions entre Épernay et Reims. La desserte a été suspendue lors de la mise en place du cadencement sur le territoire Champagne-Ardenne le 15 décembre 2019.

### Intermodalité
Des places de parking sont disponibles pour les véhicules.